# Distretto di Bácsalmás
Il distretto di Bácsalmás (in ungherese Bácsalmási járás) è un distretto dell'Ungheria, situato nella provincia di Bács-Kiskun.